# Storia della 'ndrangheta
(Relazione 2008 della Commissione parlamentare antimafia del Presidente Francesco Forgione.)
La storia della 'ndrangheta risale verosimilmente al XIX secolo; nel XXI secolo, è divenuta l'organizzazione di tipo mafioso più potente in Italia e tra le più influenti al mondo.

## I miti sull'origine
(Canzone: 'Ndrangheta, Camorra e mafia di Otello Profazio)
L'archetipo, come per la Camorra, era quello della Garduña, un'ipotetica associazione criminale che si sarebbe interessata al gioco d'azzardo e al baratto, nella Toledo nel 1412, ma nella realtà storica dei fatti puramente fittizia e scaturita dalla fantasia di alcuni romanzieri del XIX secolo, quindi storicamente mai esistita, però presa ad esempio come fantomatico mito fondativo dagli stessi 'ndranghetisti e camorristi proprio in epoca ottocentesca.
In molte canzoni di mafia, in ossequio a una tradizione dai connotati mitologici, viene invece fatto riferimento a tre cavalieri spagnoli, Osso, Mastrosso e Carcagnosso, che in tempi lontani, per vendicare l'onore della sorella, uccisero un uomo e per questo furono condannati a 29 anni, 11 mesi e 29 giorni di carcere nell'Isola di Favignana. Al termine del periodo di detenzione maturano quelle regole di onore e omertà che costituiscono il codice dell'organizzazione e contraddistingueranno le future organizzazioni criminali mafiose italiane così suddivise: Osso fonderà Cosa Nostra in Sicilia, Mastrosso la 'Ndrangheta in Calabria e Carcagnosso la Camorra in Campania. Figure, anche queste, storicamente fittizie, inventate ed assunte come mito fondativo dalle stesse organizzazioni mafiose del Mezzogiorno in quanto archetipi e figure apotropaiche utili al maldestro tentativo di nobilitare le origini delle suddette organizzazioni a delinquere di stampo mafioso e, non di rado, sostituite anche dalle figure dei Re Magi o, secondo autori di correnti pseudostoriche, di tre personaggi risorgimentali quali Mazzini, Garibaldi e La Marmora.
È sempre stata una caratteristica peculiare della 'ndrangheta il carattere misterico, religioso e simbolico tanto che anche in tempi moderni è viva l'abitudine per tutte le cosche della Calabria, ma anche quelle presenti al nord e all'estero, di riunirsi, una volta l'anno, presso il Santuario della Madonna di Polsi nel territorio del comune di San Luca, nel cuore dell'Aspromonte.
Permangono anche particolari rituali di iniziazione e di affiliazione e alcuni membri possiedono tatuaggi rappresentanti simboli del loro grado nella gerarchia malavitosa.

## Le origini
Nella primavera del 1792, venne affidata a Giuseppe Maria Galanti una missione in qualità di "Visitatore Reale"; questi percorse in lungo e in largo il Regno di Napoli e anche buona parte della Calabria; ne scaturì un quadro desolante, oltreché per quanto riguarda la situazione economica della regione, anche riguardo l'ordine pubblico.
Lo stesso Galanti riporta nel Giornale la descrizione di inquietanti fenomeni di criminalità spiegando come l'inefficace amministrazione della giustizia, la corruzione e il monopolio dei baroni, stesse iniziando a produrre casi, come a Maida, di "una picciola combriccola di giovinastri scapestrati che commettono violenze col fare uso di armi da fuoco. La giustizia è inoperosa perché senza forza e senza sistema. Le persone maligne si fanno miliziotti [una sorta di guardie urbane]". Nel Distretto di Gerace, "le scorrerie de' malviventi nelle campagne sono generali. Quasi tutti i miliziotti sono i più facinorosi della provincia perché i delinquenti e i debitori adottano questa professione e vengono garantiti da' comandanti in disprezzo delle leggi. Con ciò restano impuniti i delitti, i quali crescono ogni giorno".
(Giuseppe Maria Galanti)
Fino al XIX secolo, la Calabria era un'autentica terra incognita (mancavano descrizioni geografiche aggiornate della regione), una "provincia della paura" e "un mondo sospeso tra crudeltà e delirio"; ciò era causato anche dall'isolamento dovuto all'assenza di strade percorribili e alle gravi condizioni di dissesto idrogeologico che "inghiottivano" le poche opere civili costruite. Recarsi in Calabria in quel periodo significava mettere a serio rischio la propria vita. L'avidità dei nuovi ricchi, chiamati (assieme alla nobiltà) i "galantuomini" (che in quel periodo aumentavano e cercavano in modo quasi ossessivo di arricchirsi e nobilitarsi) assottigliò fino ad azzerare gli usi civici che consentivano agli indigenti di sopravvivere. I calabresi furono definiti da alcuni autori i "selvaggi d'Europa", e non è esagerato ipotizzare che fossero i più poveri del regno. La regione era divorata dalla corruzione e da uno spiccato individualismo e persino il clero era profondamente corrotto, asservito ai potenti e privo di spirito pastorale. La stessa religione era un "fenomeno esteriore", e Dio e i santi non erano portatori di valori etici bensì una sorta di numi tutelari, da accattivarsi con preghiere e la cui presenza poteva cambiare a proprio favore le sorti di un evento.
Il possesso di armi era estremamente diffuso (il cosiddetto "armamento universale"). A titolo di esempio, secondo quanto riportato dall'ufficiale francese Duret de Tavel, "di quattordici famiglie ricche e civili, appena quattro erano esenti da rubriche di omicidj ed altri eccessi". La violenza gratuita era all'ordine del giorno così come la particolare efferatezza delle azioni, in modo particolare quelle dei briganti calabresi, ed era da ricondursi all'acuirsi delle ingiustizie e all'avidità di terra dei nuovo galantuomini a dispetto dei demani pubblici. Tale brigantaggio, assai diffuso durante il regno dei Napoleonidi (1806-1815) e quasi sempre di matrice filoborbonica, fu aspramente represso dall'aiutante generale Giuseppe Iannelli e dai suoi uomini. Come testimoniato dai resoconti biografici dello stesso Iannelli (conservati presso la Biblioteca nazionale di Francia, fonds Italiens), i briganti mutilavano o massacravano praticamente chiunque, e crearono delle "reti" di mutuo soccorso, non esitando a punire con atrocità chiunque rivelasse alle guardie civiche e ai francesi il nascondiglio e gli spostamenti dei briganti. Da un tale quadro emerge una situazione di estrema instabilità che spiegherebbe anche le origini storicoculturali dell'ampio e incondizionato supporto (di cui la 'ndrandgheta ha sempre goduto) da parte di ampie fasce della popolazione locale. In occasione degli sconvolgimenti del 1799 e dell'esercito della Santa Fede, ampie masse di calabresi ebbero modo di spostarsi con l'esercito di Ruffo, mostrando per la prima volta e in modo vistoso al resto del regno la loro tempra sanguinaria e la loro irredimibile condizione di arretratezza. Tale situazione non sfuggì neanche al sanfedista Domenico Sacchinelli il quale, nelle Memorie, ebbe a scrivere:
(Sacchinelli, pp. 153-154)
I comportamenti e la condizione di estrema indigenza in cui versavano i calabresi (vestiti con indumenti pieni di "insetti stomacosi") non sfuggì agli abitanti della città di Altamura, allorché i calabresi entrarono con Ruffo in città in maggio del 1799. In particolare, i calabresi si mostrarono estremamente violenti e sadici e si fecero beffa dei paramenti sacri delle chiese utilizzandoli come maschere. Il vedere il canonico roglianese Antonio d'Epiro armato di tutto punto poté destare sconcerto tra gli altamurani, ma certamente non impressionò chi conosceva la cultura della Calabria di quel periodo.

## XIX Secolo

### Anni sessanta e settanta
La 'ndrangheta nasce come criminalità organizzata di tipo rurale; per il XIX secolo le poche notizie che si hanno si ricavano dagli atti giudiziari dell'epoca a partire sicuramente dagli anni ottanta, anche se alcuni come Sharo Gambino la fanno risalire anche agli anni settanta ed Enzo Ciconte dal settembre 1861.
Enzo Ciconte inoltre, insieme al professore Antonio Nicaso che all'ex presidente della Commissione parlamentare Antimafia Francesco Forgione affermano che nel 1869 il comune di Reggio Calabria proprio a causa della criminalità organizzata fu sciolto per decreto regio.
Questo periodo è caratterizzato da poche informazioni riguardo alla criminalità dovuto sia a cattiva amministrazione del territorio locale che ai disastri naturali avvenuti nel periodo.
Secondo un procuratore locale tra il 1885 ed il 1902 sono stati arrestati 1854 picciotti.
A fine '800 e ad inizio '900 i gruppi ndranghetistici praticavano l'estorsione, il furto, l'abigeato, e a differenza d'oggi gestivano la prostituzione giacché non era considerata disdicevole; non era ancora un associazionismo su base familiare, aveva più aspetti in comune con la Camorra campana che con i mafiosi siciliani nella misura in cui non vi era alcun legame con quelle persone della società civile che avrebbero potuto garantirgli protezione durante i primi processi. 
Era molto più semplice ricercare delatori in quanto il meccanismo di affiliazione prevedeva anche l'intimidazione.
Già in questo periodo si hanno evidenze di donne in seno alle consorterie criminali che partecipano attivamente alle attività di furto. Difatti solo a partire dagli anni '20 del XX secolo si istituirà nella 'ndrangheta il modello di donna che aiuta l'organizzazione in quanto madre ed educatrice dei valori criminali della famiglia.
Questo periodo, infine, si caratterizza per una pressione da parte delle forze dell'ordine discontinua ma comunque più efficace rispetto alle loro controparti criminali siciliana e campana. Un procuratore locale calcolò che tra il 1885 ed il 1902 furono arrestati e processati 1854 persone affiliate alla picciotteria nell'area intorno all'Aspromonte.

### Anni ottanta
La diffusione della picciotteria
Antonio Nicaso fa risalire l'origine della picciotteria al 1884, anno in cui a Reggio Calabria il prefetto Giorgio Tamajo afferma della presenza di camorristi e mafiosi. Inoltre il procuratore del Tribunale di Palmi tra il 1880 ed il 1885 parla di "forma perniciosissima di delinquenza collettiva importata" a causa della costruzione della ferrovia.
Proprio a Palmi dal 1888 il giornale locale comincia a descrivere di duelli di coltello e sfregi col rasoio. 
La picciotteria di Palmi praticava l'estorsione nei confronti dei giocatori d'azzardo e delle prostitute per arrivare anche talvolta ai proprietari terrieri.
Nel 1887 si testimonia della presenza di camorristi a Nicastro e nel 1888 lì viene ritrovato il primo codice con le regole dell'organizzazione.
Un documento di un ricorso anonimo nei confronti del prefetto Francesco Paternostro del 15 maggio 1888 paventa l'esistenza di un'associazione di camorristi a Iatrinoli (ora Taurianova).
Nel 1889 vengono arrestate a Palmi 24 persone tra braccianti e artigiani il cui capo era il calzolaio Francesco Lisciotto.
L'anno successivo avviene un processo simile contro 92 membri della picciotteria di Iatrinoli e Radicena nata secondo i giudici due anni prima, nel 1887 nelle carceri del circondario col nome di "setta dei camorristi". Una volta usciti dal carcere la setta si diffuse a: Latrinoli, Radicena, Messignadi, Varapodio, Melicuccà, Polistena e San Martino.

### Anni novanta
In alcuni atti giudiziari fu registrato che nel 1890 il capobastone del locale di Polistena è: Pasquale Ferrara, e successivamente nel 1898 come nuovo capobastone Francesco Sergio. 
Nel 1890 si evidenzia che il capobastone del locale di Melicuccà sia Costanzo Ietto, mentre Pasquale Ferrara è il capobastone del Locale di Polistena. 
Sempre lo stesso anno nel circondario di Palmi le forze dell'ordine vengono a conoscenza di un'organizzazione criminale di 66 "camorristi", termine dei tempi per definire un certo tipo di delinquenza organizzata in stile napoletano. 
Infine una sentenza del tribunale di Reggio Calabria di quell'anno rivela che l'organizzazione era suddivisa in due livelli: Maggiore e Minore; della prima facevano parte i camorristi e della seconda i picciotti. Della Minore sono segnalati i ruoli di picciotto di giornata e di puntaiolo (cassiere). Inoltre il picciotto poteva essere "liscio" o di "sgarro".
I maxi-processi e il mito dell'Albero della scienza
Nel 1892, il tribunale di Palmi giudica una cosca di 217 elementi accusati di associazione a delinquere contro cose e persone che operavano tra: Palmi, Melicuccà, Arena, Sinopoli, Radicena, Polistena, Rosarno, San Ferdinando, Molochio, Sant'Eufemia e Bellantoni; una sorta di "maxi-processo" ante litteram.
Nel 1897 in un processo vengono disvelati la struttura e i gradi dell'organizzazione: Nella società minore ci sono i picciotti mentre nella società maggiore i camorristi, ognuna con un suo capo e un contaiolo (il cassiere). Ogni affiliato doveva sottoporsi ad un rito di affiliazione. Il 24 febbraio di quest'anno il pentito ante litteram Pasquale Trimboli racconta per la prima volta la leggenda dell'origine della picciotteria parlando di 3 cavalieri: uno spagnolo, uno napoletano e uno palermitano tutti e 3 col grado di camorristi che rappresentavano simbolicamente un albero, lo spagnolo che era il capo era simbolicamente il fusto dell'albero, il secondo più anziano il "mastrosso" ed il rimanente l'"osso". Chi si sarebbe affiliato successivamente rappresentava i rami e le foglie, mentre gli aspiranti affiliati i "fiori".
9 anni dopo, nel 1899, a Palmi avviene il primo maxi-processo ante-litteram contro 317 imputati per lo più del comune di Cittanova e Taurianova, accusati di associazione a delinquere contro "l'altrui proprietà".
Processi e arresti di questa entità proseguiranno anche all'inizio del Novecento.
Piccioteria di Santo Stefano in Aspromonte

Il brigante Giuseppe Musolino

Nel rapporto al prefetto del 17 maggio 1901 l'agente di Polizia Vincenzo Mangione rivela, che il famoso brigante Giuseppe Musolino nonché il suo acerrimo nemico Vincenzo Zoccali sarebbero stati affiliati alla picciotteria del loro paese di Santo Stefano in Aspromonte creata proprio negli anni novanta dal padre e dallo zio del brigante. È anche di quel periodo conosciuta l'attività in Canada del cugino Joe Musolino.
Racconta sempre l'agente che l'iniziale disputa tra i due si sarebbe dovuta configurare con la ritrosia di Zoccali a rimanere affiliato per timore di essere colpito dalla Legge. Musolino e gli altri affiliati di conseguenza lo prendevano in giro al grido di "infame" e "carogna". Dopo la lite nel bar tra Antonio Filastò, Musolino e i due fratelli Zoccali, i capi della picciotteria decisero per l'omicidio di Zoccali e venne sorteggiato come esecutore un certo Giuseppe Travia. Al momento dell'esecuzione Travia fu accompagnato da Musolino, il primo mancò la mira e scappando Musolino perse il berretto.
Sempre secondo il poliziotto Mangione, sarebbero state membri di alcune cosche del reggino a farlo evadere dal carcere di Gerace e durante la sua latitanza sarebbe stato a capo della picciotteria di Santo Stefano che si componeva di circa 120 - 166 affiliati. 
Mangione rivelò anche grazie alle delazioni di alcuni picciotti delusi che a Santo Stefano in Aspromonte esisteva questa picciotteria organizzata come un'istituzione statale, con un fondo sociale e un tribunale. 
Ai tempi, l'agente riuscì a farsi rivelare che i picciotti ottenevano favori da politici, medici e possidenti terrieri in cambio di referenze e false testimonianze.
Per tutto il 1901 in conseguenza dei rapporti redatti dall'agente fu spezzata la rete di protezione di cui godeva Musolino e costrinse lo stesso ad allontanarsi dalla Calabria. 
Durante il processo a Lucca nel 1902 comunque non emerse mai marcatamente il fatto che Musolino non agisse da solo e che facesse parte dell'onorata società portando il dibattito processuale e mediatico su altri temi.

## XX Secolo

### Anni 1900 - Il primo pentito ante litteram

Francesco Mercuri di Melicucco, detto U Zzi Cicciu o U Malandrinu, famiglia Guerrisi-Mercuri.

Nel 1900 a Palmi viene denunciata nuovamente la presenza della Picciotteria e nella Piana di Gioia Tauro si istituisce un processo contro 299 persone affiliata alla criminalità organizzata di cui il boss è Francesco Albanese detto Tarra. Egli, fu il primo pentito di 'ndrangheta, confessò per primo dell'esistenza dell'organizzazione e delle sue regole dopo che fu lasciato per 5 giorni in carcere a pane e acqua.
- 1902 - Cinquefrondi - La Corte d'Appello delle Calabrie condanna più di 100 persone riconducibili alla 'ndrangheta.[48] Si scopre che il nuovo capobastone del locale di Polistena è Domenico Guerrisi.[49]
- 1903 - Viene distrutta la Società della malavita catanzarese e il capitano dei carabinieri Giuseppe Petella descrive una cosca che opera ad Africo, San Luca, Casalnuovo, Santo Stefano e Bruzzano di riunioni al Santuario della Madonna di Polsi.[50]
- Nel 1906 la Corte d'Appello delle Calabrie dimostra come elementi di una cosca di Gallico, attecchiscono anche negli Stati Uniti, dove il capo Giovanni Costa viene definito capo della mano nera (o maffia).
- Nel 1908 si registra che per la dote di cammorrista si svolgeva il rito della "tirata del sangue".[51]

### Anni venti e trenta
Il Gran Criminale e l'onorata società di Cirella
Il periodo fascista vede in maniera analoga che in Sicilia con Cosa Nostra, ma in misura minore contrastare il fenomeno del crimine organizzato. Nel 1931 il questore di Catanzaro affermò di aver quasi debellato il fenomeno.
Nel 1933 una sentenza del tribunale di Reggio Calabria non solo condanna i capi di 5 'ndrine ma descrive l'organico di una cosca citando la suddivisione in società maggiore e minore, la prima con affiliati camorristi la seconda con picciotti di sgarro e giovani d'onore, la prima con a capo il caposocietà e la seconda un capo giovane. La società maggiore si divide ulteriormente in "Società in testa" (o Gran Criminale) e "Società i 'ndrina". Vi sono le figure del contaiolo o contabile e del picciotto di giornata.
In questo periodo la 'ndrangheta ha anche la sua prima lenta trasformazione, spostando l'organizzazione criminale verso un insieme di associazioni familiari basate sul vincolo di sangue.
In questo periodo è emblematica la situazione dell'onorata società a Cirella di Platì, grazie alla testimonianza di Maria Marvelli, si scopre che oltre alle attività di rapina, atti vandalici, stupri, mutilazioni e omicidi si iniziava a dirigere le feste religiose e chiunque volle intraprendere affari o sposarsi con donne di Cirella doveva entrare nell'onorata società. Tra i criminali di spicco vi era Paolo Agostino marito di Maria Marvella. Francesco Polito, figlio di un precedente matrimonio fu iniziato all'organizzazione e il capo dell'onorata società di Cirella gli offrì in sposa sua figlia. Paolo Agostino non acconsentì al matrimonio creando una spaccatura in seno all'Onorata società.
Nel 1933 il regime fascista manda Paolo Agostino al confino ad Ustica e successivamente anche il capo dell'onorata società. Di questo vuoto di potere ne approfittarono Bruno, Rocco e Francescantonio Romeo usando come capo "fantoccio" l'incensurato e non affiliato Francesco Macrì.
Il 2 marzo 1936 Agostino fa ritorno, e poiché aveva rivelato al medico del paese chi gli avesse rubato il piccolo toro che possedeva, e ciò era contro le regole dell'Onorata società in una riunione fu stabilita la sua condanna a morte.
Dopo diversi tentativi, 10 persone riuscirono a isolarlo e a ucciderlo, costringendo il figlio di Agostino a vederne l'orrenda fine.
Questi furono arrestati e torturati dai carabinieri che li costrinsero a confessare il delitto; il tribunale li condannò.
Maria Marvelli fu risarcita di 26 000 lire, una somma equivalente al valore della sua abitazione.
In tribunale fu portata anche una lista dei 104 affiliati che sottostavano al capo-fantoccio di Francesco Macrì ma il giudice ritenne che fosse "voce pubblica", alla stregua di dicerìe e non li condannò.
Alcuni eventi di questo periodo:
- 1927 - Gioiosa Ionica - Viene ritrovato un codice di comportamento nella Malavita.[55]
- 1927 - Vibo Valentia - Un carabiniere viene ucciso in quanto impediva un'alleanza matrimoniale tra due gruppi criminali.[52]
- 1928 - Si istituisce un processo contro 52 cittadini di Africo che nonostante il riconoscimento di facenti parte di un'associazione delinquenziale vennero assolti in quanto frutto della società misera del dopoguerra.[52]
- 1928 - Grotteria - Un imputato confessò di far parte dell'organizzazione Famiglia Montalbano.[35]
- 1929 - Ardore - Viene arrestato un gruppo di 49 persone appartenenti alla stessa 'ndrina che esercitava il Diritto di Camorra nei confronti dei negozi.[56]
- 1931 - L'affiliato Domenico Dorta detto cucchiarone confessa e dà un nome all'esistenza della Dranghita.
- 1933 - Una sentenza del tribunale di Reggio Calabria descrive l'organico di una cosca citando la suddivisione in società maggiore e minore, la prima con affiliati camorristi la seconda con picciotti di sgarro e giovani d'onore, la prima con a capo il caposocietà e la seconda un capo giovane. La società maggiore si divide ulteriormente in Società in testa (o Gran Criminale) e Società i 'ndrina. Vi sono le figure del contaiolo o comtabile e del picciotto di giornata.[57]
- 1937 - Siderno - Un testimone confessa l'esistenza dell'Onorata Società e ne rivela alcune formule d'iniziazione.[58]
- 1939 - Polistena - Al capobastone Francesco Mercuri gli vengono confiscati degli immobili e terreni tra Melicucco, Cinquefrondi e Polistena.[59]

### Anni cinquanta
L'operazione Marzano
(Giuseppe Zappia durante il summit di Montalto)
Il 17 settembre 1955, in un articolo del Corriere della Sera, Corrado Alvaro identifica per la prima volta la mafia calabrese col nome di 'ndranghita.
In questo periodo le cellule dell'organizzazione assumono una struttura familiare, basata su legami di sangue e comincia anche le sue prime attività illecite al nord Italia.
Nel 1955 ha luogo la prima operazione nata per contrastare la 'ndrangheta: l'operazione Marzano, chiamata così per Carmelo Marzano, il questore in carica e che guidò la lotta all'organizzazione.
Utilizzò metodi simili a quelli del prefetto Cesare Mori contro la mafia in Sicilia.
Furono arrestate 261 persone. L'Operazione durò 57 giorni.
Nel 1956 Saverio Strati pubblica il primo libro sulla 'ndrangheta: La Marchesina dove ne racconta riti, formule, pensiero e azioni.
Nel 1967 l'ex 'ndranghetista Serafino Castagna pubblica Tu devi uccidere.

### Anni Sessanta

Antonio Macrì detto U Zzì 'Ntoni, il capobastone della Locride ed in contatto con le famiglie canadesi e australiane

Grazie allo sfruttamento degli appalti statali e a un'efficiente rete di estorsione, ed al traffico illegale di sigarette nel corso degli anni sessanta le 'ndrine crescono; in particolar modo ne spiccano tre per importanza:
1. Piromalli nella Piana di Gioia Tauro, comandata da Don Mommo Piromalli
2. Tripodo a Reggio Calabria, comandata da Don Mico Tripodo
3. Macrì nella Locride, comandata da Don Antonio Macrì

Il traffico illegale di sigarette
Gli anni sessanta sono anche il periodo del traffico illegale di sigarette in cui erano coinvolti oltre alle 3 famiglie precedenti i Codispoti-Canale-Sammarco-Surace (alle dipendente di Tripodi), gli Iamonte a Melito Porto Salvo, i Marafioti, i Cordì e i Cataldo quasi tutta l'area della Locride ad eccezione di dell'area da Bianco a Bovalino dei Nirta, di Siderno dei Macrì, gli Ursino-Scali-Aquino-Mazzaferro l'area di Gioiosa Jonica e Mammola. Questi ultimi lo gestivano fino a Guardavalle e Badolato.
A Cutro c'erano i Ciampà, a Isola Capo Rizzuto gli Arena, a San Leonardo di Cutro i Mannolo ed a Crotone i Vrenna.
Inizia il periodo dei sequestri
Dal 1963 fino alla fine degli anni settanta la 'ndrangheta utilizza come metodo per racimolare denaro il sequestro di persona.
Vengono effettuati 456 rapimenti di cui 158 in Lombardia, 128 in Calabria, 64 nel Lazio, 39 in Piemonte e 26 in Toscana di cui un terzo riconducibili alla malavita di matrice calabrese.
I sequestri più eclatanti furono quelli di John Paul Getty III (avvenuto nel 1973) e Cesare Casella (avvenuto nel 1988 e durato 743 giorni).
Furono nei mirino dei sequestratori in quegli anni tutti i professionisti e imprenditori più benestanti della Locride, tra cui vennero rapite donne (molte anche violentate) e bambini.
Uno dei primi sequestri di persona con un bambino coinvolto (durò 7 mesi) fu quello del piccolo Giovannino Furci di Locri di 10 anni di età tenuto prigioniero legato con le catene nell'Aspromonte.
Quando il padre si recò ai piani di Zervò vicino a Platì per pagare un ingente riscatto, fu anche malmenato e derubato dell'orologio.
Le persone sequestrate venivano nascoste nel territorio aspromontano, le 'ndrine coinvolte come dice il quotidiano Calabria Ora erano quelle di Platì e San Luca che operavano in Piemonte, quelle del reggino e del lametino in Pianura Padana e infine quelle di Gioia Tauro e della Locride a Roma.
I sequestri avvenivano anche in territorio calabrese: in quel periodo ne furono registrati 68 nella regione.
Il sostituto procuratore antimafia di allora, Vincenzo Macrì, ipotizzò che la brevità dei sequestri, a parte casi eclatanti, fu dovuta probabilmente a una presunta connessione diretta fra stato, "organi occulti" e criminalità che si accordavano sul pagamento.
Si smise coi sequestri di persona, alla fine perché attiravano troppo l'attenzione dei media, e dello Stato che in quel periodo portò in Aspromonte anche l'esercito.
I sequestri di persona continuarono fino agli anni novanta solo nelle Locride.
Il summit di Montalto
Il 26 ottobre 1969 si svolge a Montalto, sulla cima più alta dell'Aspromonte un incontro al vertice di oltre 150 esponenti di spicco della 'ndrangheta con ruolo di capibastone, capo-società, contabili e mastri di sgarro tra cui Giuseppe Zappia, ‘Ntoni Macrì, Mico Tripodo, Antonio Romeo, Francesco Scopelliti, Angelo Olivierio, 6 persone di Condofuri e altre per decidere e riassestare l'organizzazione nella sua interezza e di azioni da intraprendere contro le forze dell'ordine ed il questore Emilio Santillo. Giuseppe Zappia prenderà la parola dicendo: "non c'è 'ndrangheta di Mico Tripodo, non c'è 'ndrangheta di 'Ntoni Macrì, non c'è 'ndrangheta di Peppe Nirta".
L'incontro verrà scoperto e interrotto dalle forze dell'ordine con l'operazione Montalto condotta dal commissario Alberto Sabatino.
L'omonimo processo celebrato dal Tribunale di Locri giudicarono 72 presunti affiliati accusati a vario titolo di associazione a delinquere e dentezione illegale d'armi.

### Anni settanta
La prima guerra di 'ndrangheta

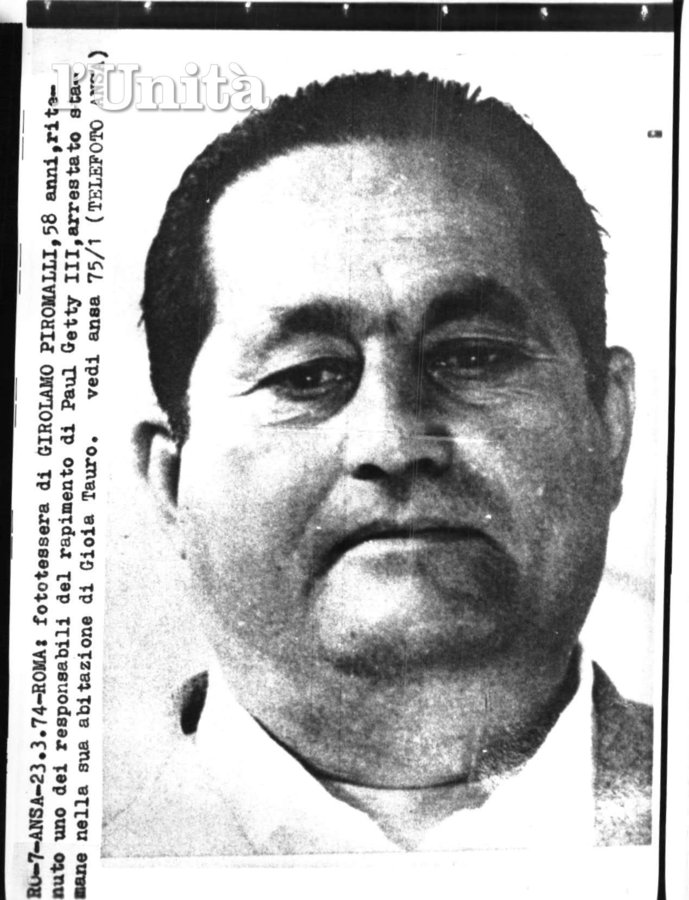
Girolamo Piromalli

i fatti di Reggio

Nel 1975 con l'omicidio di Antonio Macrì scoppia la prima guerra di Ndrangheta, che mieterà circa 300 vittime. Il sanguinoso conflitto assume l'aspetto di un cambio generazionale: da una parte i giovani, che vogliono impegnarsi nelle nuove attività redditizie (i sequestri di persona e il traffico di stupefacenti), dall'altra gli anziani, che non vogliono cambiamenti. Don Mommo Piromalli si adegua ai tempi e viene risparmiato, mentre Don Mico Tripodo, in carcere a Napoli, viene ucciso dalla Nuova Camorra Organizzata di Raffaele Cutolo, che aveva preso contatti con la 'ndrina dei De Stefano e dei Critelli per il traffico di droga.
La massoneria deviata
A Reggio Calabria la famiglia dei De Stefano sostituisce quella dei Tripodo al potere, come nella Locride quella dei Morabito sostituisce i Macrì. Vengono stretti rapporti con gruppi di persone definite massoneria deviata, tramite i santisti, un ulteriore grado gerarchico di una sovrastruttura che permetteva di collaborare con persone non appartenenti all'organizzazione.
Ciò poteva così offrire alla 'ndrangheta la possibilità di entrare in contatto con personaggi illustri dello Stato. Con le nuove attività la 'ndrangheta fa un netto salto di qualità: i sequestri danno la possibilità di accumulare i capitali che verranno usati per il traffico di droga, i ricavati di quest'ultima attività saranno usati per inserirsi ancora di più negli appalti statali e quindi infine poter investire in attività legali per il riciclaggio di denaro sporco.
I fatti di Reggio
Nel 1969 avviene una riunione a Montalto per partecipare al Golpe Borghese, i De Stefano e i Nirta volevano appoggiare il Golpe e tra il luglio 1970 e febbraio 1971 durante i Fatti di Reggio alcune 'ndrine stanno dalla parte della destra e altre con la sinistra.
Sequestro Moro
Da una telefonata intercettata nel 1978 tra il segretario di Aldo Moro Sereno Freato e Benito Cazora, deputato della Democrazia Cristiana, secondo alcune ricostruzioni incaricato di tenere i rapporti con la malavita calabrese, avvenuta otto giorni prima della morte di Moro, nella quale Freato cerca di avere notizie sulla prigione di Moro. Dall'intercettazione risulterebbe che la 'ndrangheta aveva a disposizione alcune foto di via Fani (forse quelle relative al rullino sparito o delle loro copie) e che in una di queste vi fosse "un personaggio noto a loro". Secondo quanto riferito nel 1991 da Cazora sarebbero stati alcuni esponenti della 'ndrangheta, in stato di soggiorno obbligato, ad offrire ad alcuni esponenti della DC la propria collaborazione per individuare il luogo della prigionia di Moro, in cambio della possibilità di riottenere la libertà di movimento, ma questa collaborazione non venne comunque realizzata.
Il 13 luglio 2016 il presidente della Commissione parlamentare d'inchiesta sul caso Moro, Giuseppe Fioroni rivela che: "Grazie alla collaborazione del Ris dell'Arma dei Carabinieri, possiamo affermare con ragionevole certezza che il 16 marzo del 1978 in via Fani c'era anche l'esponente della 'ndrangheta Antonio Nirta. Antonio Nirta, soprannominato Due nasi è il nipote dell'omonimo boss, già nominato dall'pentito Saverio Morabito in relazione con uno dei sequestratori ed il generale Francesco Delfino.

### Anni ottanta
La seconda guerra di 'ndrangheta
La seconda guerra di 'Ndrangheta scoppia nel 1985 e termina nel 1991 e farà circa 700 morti. La guerra scoppiò perché le varie 'ndrine, che erano totalmente indipendenti l'una dall'altra, non avevano trovato un accordo per lo sfruttamento degli enormi capitali accumulati. Alla fine non ci fu né un vincitore né uno sconfitto ma si decise di dotarsi di una sorta di cupola, un organo supremo simile a quello di Cosa Nostra.
Nascono dei problemi tra gli Imerti e i De Stefano per la gestione della possibile costruzione del ponte sullo stretto di Messina.
L'11 ottobre Antonio Imerti, capobastone dell'omonima 'ndrina si salva da un tentato omicidio.
Due giorni dopo viene invece ucciso da 5 uomini di Antonio Imerti Paolo De Stefano mentre si trovava in moto nel quartiere Archi di Reggio Calabria. Così scoppia la guerra tra le due 'ndrine.
Con gli Imerti si schierano i Condello, i Tegano e i Serraino, per i De Stefano capeggiati ora da Orazio fratello di Paolo ci sono i Libri e i Tegano.
La pace che si trovò nel 1991, e per gli Imerti da garante c'è Antonino Mammoliti, mentre per i De Stefano Antonio Nirta.
In quel periodo nacquero diverse faide: la faida di Siderno fra Costa e Commisso, la faida di Locri fra i Cataldo e i Cordì. A Melito Porto Salvo si scontrarono gli Ambrogio e i Familiari, a Zungri vi fu una lotta tra i Niglia-Candela e gli Accorinti-Fiammingo, a Marina di Gioiosa Ionica tra i Mazzaferro e gli Aquino e a Gioiosa Jonica gli Jerinò e gli Ursino. Nel 1987 incomincia la seconda faida di Cittanova. Nel 1989 venne ucciso il presidente delle Ferrovie dello Stato Lodovico Ligato.
Con il pentimento di Filippo Barreca (santista) avvenuto l'8 gennaio 1992 mentre era in carcere a Cuneo per una condanna di traffico di droga da scontare in 9 anni e con quello di Giacomo Lauro del 9 maggio 1992) si svelano retroscena dell'omicidio di Lodovico Ligato e della seconda guerra di 'Ndrangheta. Le loro rivelazioni saranno utili anche nelle operazioni Olimpia 1, 2, 3 e 4.
Il Siderno Group
L'origine del Siderno Group è datata attorno agli anni cinquanta e denota tutte le famiglie mafiose di origine calabrese che per la gran parte venivano da Siderno.
Operavano in Australia, Canada e Stati Uniti.
Pur agendo in contesti diversi erano legati da vincoli di sangue e dipendenti dalla cosca madre a Siderno.
A voler la costituzione del gruppo ci sono Frank Costello di Lauropoli di Cassano Ionio (CS) e Albert Anastasia di Tropea (VV) appartenenti a Cosa Nostra americana ma di origine calabrese.
Cooperarono anche Joe Bananas (Joseph Bonanno) e Stefano Magaddino. 
Il Siderno group era impegnato nel traffico di eroina e nel traffico internazionale di armi alimentato dal mercato armeno.
Vi erano comunque anche altre attività come testimoniano il contributo nella campagna elettorale in Canada nel 1979 a Italo Luci da parte di Rocco Zito e Vincenzo De Leo, capi della cosca di Toronto. Ma il candidato non venne eletto. Negli Stati Uniti non vi erano solo sidernesi e oltre al traffico di eroina, vi era pure quello della cocaina. Lo gestì negli anni ottanta la famiglia Di Giovine. Due esponenti Emilio e Rosario vennero arrestati rispettivamente nel 1983 e nel 1985 troncando così l'organizzazione calabro-statunitense.
Il periodo d'oro del Siderno group si ebbe ai tempi della 'ndrina di don Antonio Macrì (il capobastone che controllava il territorio della Locride). Dopo la sua morte vi fu un periodo difficile per i traffici di droga ma quando arrivò al comando Cosimo Commisso le attività ripresero. Il Siderno Group dava un giro d'affari stimato in 50 milioni di dollari.
In Australia e Canada furono fatte inchieste parlamentari ma ancora nel 1989 vi era un traffico di denaro proveniente da Gioiosa Jonica verso Toronto per la spedizione di cocaina al paese calabrese.
Lo smaltimento dei rifiuti tossici
(Dialogo fra due capi 'ndrangheta)
Tra gli anni ottanta e novanta la 'ndrangheta entra nell'affare dei rifiuti tossici.
Smaltiscono i rifiuti ad un prezzo di 9 o 10 centesimi al chilo invece che dei legali 20/60 centesimi al chilo.
Legambiente parla al riguardo di casi di motonavi scomparse come: Nikos I (1985) affondata probabilmente tra Libano e Grecia, della Mikigan (1986) nel Tirreno calabrese, della Rigel (1987) affondata nei pressi di Capo Spartivento, della Rosso (ex Jolli Rosso, 1990) in provincia di Cosenza, della Anni (1989) al largo di Ravenna, della Marco Polo (1993) nel canale di Sicilia, e della Koraline (1995) al largo di Ustica.
Il primo caso che salta alla ribalta è quello dell'arenamento del Jolly Rosso il 14 dicembre del 1990 sulla spiaggia di Formiciche nel comprensorio di Amantea. Il pentito Francesco Fonti nel 1994 inizia a confessare come lo Stato italiano affiddasse alle 'ndrine lo smaltimento di rifiuti tossici. Secondo Fonti i rifiuti si smistavano dal centro Enea di Rotondella in Basilicata per poi finire in Somalia. Egli tra il 10 e l'11 gennaio 1987 come racconta, fu coinvolto nella sparizione di 600 bidoni per conto della cosca di Platì dei Musitano agli ordini di Domenico Musitano.
Rivela poi, di aver avuto rapporti con Ibno Hartomo, dei servizi segreti dell'Indonesia per smaltire rifiuti tossici di alluminio prodotti dalle imprese di Oleg Kovalyov. A Kiev, in Ucraina venivano caricate le navi che passavano per il Gibuti ed erano destinati per i porti o di Mogadiscio o di Bosaso. Il materiale o veniva fatto affondare in mare o sotterrato nell'entroterra. Nel 2009 grazie alla procura di Paola e all'assessorato all'ambiente della regione si è ritrovato al largo di Cetraro la presunta navi Cunsky, già avvistato nel 2005 dalla stessa procura, una nave con 120 fusti di rifiuti tossici, proprio dove aveva dato indicazioni il pentito, ma poi rivelatosi un altro relitto: il piroscafo Catania affondato nel 1943.
Il 6 ottobre 2008 si viene a conoscenza da un'indagine delle forze dell'ordine dello smaltimento di rifiuti tossici affidato da aziende lombarde a Fortunato Stellitano e Ivan Tenca, esponenti della 'ndrangheta vicini agli Iamonte che hanno dissemianto 178 000 metri cubi di rifiuti tossici tra Brianza, Seregno e Briosco.
Legambiente nel 2009 denuncia la possibile presenza di rifiuti tossici anche in Aspromonte e del caso se nel interessa nel novembre 2016 anche il programma televisivo Le Iene per presunti rifiuti tossici ad Africo, Calalunga di Montauro e Crotone.
Il 1º ottobre 2018 Gino Angelo Lattanzi, dirigente del dipartimento sindacale CNA Liguria afferma l'esistenza di una forte presenza 'ndranghetista nell'area di Massa e Carrara, segnalata dall'aumento di tutti gli indicatori di fenomeni relativi alla presenza mafiosa. Nelle sue argomentazioni cita anche possibili collegamenti delle presunti navi affondate con materiale radioattivo nel mediterraneo che negli anni novanta sarebbero passate anche dai porti toscani e al fatto che i detriti di marmo prodotti nel carrarese sono degli ottimi schermanti radioattivi e che potrebbero essere stati utilizzati nella cosiddetta Terra dei fuochi in Campania.

### Anni novanta
L'operazione Riace: l'intervento dell'esercito e l'omicidio Scopelliti
Nel 1991 terminano la faida di Taurianova e quella di Cittanova, comincia quella di San Luca. Lo stesso anno viene fatto fuori a Piale il magistrato Antonino Scopelliti che stava lavorando al maxiprocesso di Palermo. Si pensa ci sia stata una collaborazione tra Cosa Nostra e 'ndrangheta. Nel 2019 il procuratore Giuseppe Lombardo riapre l'inchiesta e risultano tra gli indagati oltre ad esponenti di Cosa Nostra del catanese anche: Santo Araniti, Pasquale Bertuca, Vincenzo Bertuca, Giorgio De Stefano, Gino Molinetti, Antonino Pesce, Giuseppe Piromalli, Giovanni Tegano, Pasquale Tegano e Vincenzo Zito.
Nei primi anni novanta suscitarono numerose polemiche le indagini del Procuratore capo di Palmi Agostino Cordova sui legami tra 'ndrangheta, politica e massoneria deviata, che provocarono le proteste dell'allora ministro della giustizia Claudio Martelli.
Dopo la seconda guerra di 'ndrangheta la zona del reggino viene divisa in tre zone o commissioni provinciali: ionica, piana e città con a capo un organismo detto Crimine o Provincia.
In seguito ai buoni risultati avuti in Sicilia con l'operazione Vespri siciliani, anche in Calabria venne effettuata un'operazione simile, condotta dall'esercito italiano. L'operazione Riace iniziò il 2 febbraio 1994 e terminò il 15 febbraio 1995; furono impiegati complessivamente "1 350 uomini al giorno, inquadrati in due reggimenti a loro volta articolati in cinque settori di gruppo tattico (unità a livello di battaglione rinforzato) per lo sviluppo delle attività di controllo".
'ndrangheta stragista
A luglio 2017 si conclude l'operazione 'ndrangheta stragista che testimonierebbe che per due mesi, dicembre 1993 e gennaio 1994, alcune famiglie di 'ndrangheta della Piana di Gioia Tauro avevano accettato di partecipare alle azioni stragiste pianificate da Cosa nostra. Il primo fu tentato a Saracinello contro due carabinieri, il secondo il 18 gennaio 1994 vengono uccisi in autostrada all'altezza di Scilla i carabinieri Fava e Garofalo, il terzo il primo febbraio ai danni dei carabinieri Musicò e Serra rimasti gravemente feriti.
L'operazione ha portato all'arresto di Rocco Santo Filippone, capo dell'omonima 'ndrina e capo del Mandamento Tirrenico in questi anni.
Per iniziare la fase stragista elementi di Cosa Nostra insieme ad esponenti della 'ndrangheta si riunirono nell'autunno del 1993 in tre diverse occasioni: una in provincia di Vibo Valentia, una a Melicucco ed una a Oppido Mamertina. A valle di queste azioni viene organizzata una riunione da elementi apicali di 'ndrangheta nel santuario della Madonna di Polsi e viene deciso di non andare oltre con le azioni stragiste.
Il pentito Consolato Villani depone a processo confermando che Totò Riina per voce di Giuseppe Graviano si accordò con Rocco Filippone per l'omicidio dei brigadieri Antonio Fava e Vincenzo Garofalo e Consolato Villani e Giuseppe Calabrò sarebbero stati gli esecutori. Il collaboratore poi racconta che gli fu fatto sapere che tutto ciò fu pianificato a una riunione di 'ndrangheta per la risoluzione della Seconda Guerra di 'Ndrangheta a cui presenziarono i De Stefano, i Piromalli, alcune 'ndrine di Milano e Cosa Nostra siciliana e che quella fu l'occasione di parlare del "piano stragista". 
A giugno 2017 viene consegnato al procuratore di Reggio Calabria Giuseppe Lombardo il memoriale di Nino lo Giudice all'interno del processo 'ndrangheta stragista, in cui conferma che l'accordo stragista tra le cosche della città di Reggio Calabria e i siciliani avvenne nella casa di Demetrio Filippone figlio di Rocco a Oppido Mamertina e come rappresentante delle prime (in particolare i Tegano, Condello, Latella, Ficara, Serraino e Imerti) partecipò Giuseppe De Stefano e per i secondi Giuseppe e Filippo Graviano.
I processi e la colonizzazione in Lombardia
Con la collaborazione di Antonio Zagari e Saverio Morabito che illustrano la situazione della 'ndrangheta in Lombardia scattano le operazioni "Wall Street", "Count Down", "Hoca Tuca", "Nord - Sud", "Belgio" e "Fine".
Al seguito di queste operazioni furono arrestate oltre 3 000 persone tra mafiosi siciliani e calabresi.
Vennero colpiti soprattutto le 'ndrine dei: Flachi, Trovato, Papalia, Sergi e Morabito e Paviglianiti.
Dal maxiprocesso del 1995 conclusosi nel 1997 si capì l'enorme influenza della 'ndrangheta nella regione Lombardia e la stipulazione di patti con Cosa Nostra e la Camorra per la gestione del territorio e dei traffici illeciti.
Dagli anni novanta anche il reato d'usura visto fino ad ora come disdicevole al pari del controllo della prostituzione iniziava ad essere usato come mezzo per ottenere esercizi commerciali e imprese.

## XXI secolo

### Anni 2000
L'assalto di Platì
Il 12 novembre del 2003 a Platì in piena notte alle 3:30 fanno irruzione 600 carabinieri del battaglione paracadutisti Tuscania, dei Cacciatori di Vibo Valentia, del Raggruppamento Operativo Speciale e del Comando Provinciale dei Carabinieri di Reggio Calabria scoprendo un intero paese sotterraneo di cunicoli dove i latitanti si rifugiavano.
Hanno arrestato due ex sindaci, il comandante dei vigili urbani e una vigilessa, 12 ex amministratori comunali, due ex segretari del Comune e poi intere famiglie: Barbaro, Agresta, Sergi e Trimboli. In totale 125 persone: il 5% della popolazione di Platì.
L'arresto di Morabito e l'omicidio Fortugno
Nel 2004 fu arrestato il ricercato numero uno della 'ndrangheta Giuseppe Morabito detto "U Tiradrittu". Il 16 ottobre 2005 avviene l'eclatante omicidio alle primarie dell'Unione di Francesco Fortugno, vicepresidente del Consiglio regionale.
Dopo questo omicidio nasce il movimento giovanile dei Ragazzi di Locri contro la 'ndrangheta con lo slogan: "Ammazzateci tutti", e l'associazione omonima. Dal 2001 al 2004 dalla 'ndrangheta sono state assassinate 141 persone.
E dal 1991 al 2005 32 comuni sono stati sciolti per infiltrazioni mafiose.
La strage di Duisburg e l'arresto di Pasquale Condello
Nel 2006 i carabinieri del Ros con l'operazione Missing eseguono 36 ordinanze di custodia cautelare in Calabria, Emilia-Romagna e Toscana, con la quale si sta ricostruendo la dinamica di due guerre di mafia durate un trentennio.
Lo stesso anno con l'operazione "Dinasty 2 - Do ut des" vengono arrestate 12 persone e 45 indagate, tra cui Giuseppe Chiaravalloti (presidente della regione Calabria fino al 2005).
Tra gli indagati politici, magistrati, imprenditori e affiliati alla cosca Mancuso di Limbadi (Vibo Valentia).
Il 10 luglio 2007 con l'operazione Omnia vengono arrestate 60 persone collegate alla cosca Forastefano di Cassano all'Ionio. Sono accusati di associazione mafiosa, associazione finalizzata al traffico di stupefacenti, estorsioni, usura, porto e detenzione illegale di armi ed esplosivi, oltre a favoreggiamento dell'immigrazione clandestina e altri reati. Tra gli arrestati si trova anche capogruppo Udeur al Consiglio regionale calabrese per voto di scambio.
Sono stati sequestrati in modo preventivo 187 immobili tra cui un albergo di lusso e un centro commerciale di Sibari, aziende agricole, del settore edilizio e dei trasporti, esercizi pubblici, automobili, 36 contratti assicurativi e 12 rapporti bancari per un valore totale di 50 milioni di euro.
Il 15 agosto 2007 avviene la cosiddetta Strage di Ferragosto in Germania nella città di Duisburg.
La vicenda si ricollega alla faida di San Luca tra le cosche Nirta-Strangio e Pelle-Vottari. Ha un grosso risalto mediatico in tutta Europa.
Il 18 febbraio 2008, in un blitz in cui sono intervenuti circa 100 agenti del ROS e del Gruppo Operativo Calabria viene arrestato a Pellaro Pasquale Condello, latitante da 18 anni. Condello è stato condannato a 4 ergastoli e 22 anni di reclusione, e dal 1993 era ricercato in campo internazionale.
Ad aprile del 2008 sembra sia riesplosa una faida tra le 'ndrine del Crotonese. Il 31 maggio 2008 la 'ndrangheta viene inserita dal governo degli Stati Uniti nella lista Foreign Narcotics Kingpins, cioè delle organizzazioni e persone dedite al narcotraffico. La conseguenza sarà la possibilità di congelare i patrimoni in territorio americano degli 'ndranghetisti. Il 13 ottobre 2008 vengono arrestati sindaco e vicesindaco di Gioia Tauro e il primo cittadino della vicina Rosarno per concorso esterno in associazione mafiosa.

### Anni 2010
L'Operazione Crimine e Infinito
Il 13 luglio 2010 con l'operazione Crimine che coinvolge 3000 persone tra Carabinieri e Polizia vengono arrestati in tutta Italia 300 soggetti appartenenti alla 'ndrangheta e imprenditori che hanno legami con essa; tra le accuse: associazione mafiosa, traffico di armi e droga, estorsione, usura e altri reati.
Viene arrestato anche l'ottantenne Domenico Oppedisano, dell'omonima famiglia di Rosarno, che dal 19 agosto 2009 è capo della Provincia, la nuova struttura che regge le decisioni più importanti della 'ndrangheta dal 1991, al di sopra dei mandamenti ionico, tirrenico e della città in Calabria e della nuova struttura, scoperta in questa operazione, Lombardia che federa i locali del nord Italia. Tra gli arrestati anche il capo della Asl di Pavia Carlo Antonio Chiriaco e l'ex assessore della Provincia di Milano per corruzione Antonio Oliviero.
Il 25 settembre 2010 a Reggio Calabria si svolge la manifestazione promossa da il Quotidiano No 'ndrangheta. Il 2010 è anche un anno in cui vengono minacciati e intimiditi ripetutamente i magistrati e i procuratori di Reggio Calabria.
Il 3 gennaio 2010 davanti alla procura generale di Reggio Calabria scoppia un ordigno arrecando danni al portone e alla cancellata. Si ritiene sia un'intimidazione della 'ndrangheta reggina o anche delle 'ndrine della Piana di Gioia Tauro. Gli esecutori diretti potrebbero essere affiliati ai De Stefano.
Il 28 gennaio si tiene un consiglio dei ministri con la stesura di 10 punti per contrastare la criminalità organizzata, tra cui la decisione di scegliere Reggio Calabria come centro per l'Agenzia nazionale dei Beni confiscati alla criminalità organizzata. Il 26 agosto scoppia una bomba nel palazzo del Procuratore Generale di Reggio Calabria, Salvatore Di Landro.
Il 5 ottobre viene ritrovato poco distante dalla Procura di Reggio Calabria un Bazooka dopo che una telefonata da una cabina telefonica aveva minacciato "Andate a vedere davanti alla Procura. C'è una sorpresa per il procuratore Pignatone" e il 6 ottobre si approva l'invio dell'esercito per il presidio degli edifici della procura.
Il commissariamento dei comuni liguri e lo scioglimento di Reggio Calabria
Nel 2011 vengono commissariati il comune di Ventimiglia in Liguria, e il comune di Desio in Lombardia. In Piemonte vengono sciolti i comuni di Rivarolo Canavese e Leinì. Ma già nel lontano 1995 era stato sciolto il consiglio comunale di Bardonecchia, allora primo e unico comune del nord Italia sciolto per presunte infiltrazioni mafiose e veniva arrestato Rocco Lo Presti, storico boss mafioso di Bardonecchia e della Val di Susa.
Alla fine del 2012 viene sciolto per la prima volta un capoluogo di provincia: Reggio Calabria e vengono scoperti i rapporti tra l'assessore regionale lombardo Zambetti e Giuseppe D'Agostino affiliato ai Morabito-Bruzzaniti-Palamara.
L'infiltrazione nel gioco d'azzardo legale: le operazioni Black Money, Gambling e Galassia
Dall'indagine Black Money conclusasi nel 2013 si scoprì un coinvolgimento della 'ndrangheta nel gioco d'azzardo online e nella manomissione delle slot machine. Nicola Femia, principale esponente del gruppo criminale messo in piedi nel modenese, era affiliato ai Mazzaferro ed in contatto con gli Alvaro e i Valle-Lampada di Milano. Svolgeva i suoi affari nell'area di Modena e di Ravenna, che consistevano nel truccare le slot e nell'apertura di siti di gioco online su server romeni o britannici, aggirando così le restrizioni della legislazione italiana. Dal gennaio 2013 si trova in carcere. Dopo la condanna in primo grado a 26 anni e 10 mesi per associazione mafiosa, Femia ha iniziato a collaborare con la giustizia.
Poi l'operazione Gambling portata a termine nel 2015 congiuntamente dai Carabinieri, Guardia di Finanza, Polizia di Stato e dalla Dia portò a 41 arresti e al sequestro di 11 società estere, 45 società operanti sul territorio nazionale con 1.500 centri scommesse, 82 siti web nazionali ed internazionali di gioco online dal valore stimato di 2 miliardi di euro. Principale coinvolto era l'imprenditore M.G., affiliato alla 'ndrina Tegano ed attivo nel settore delle scommesse sportive online attraverso siti web con sede a Malta, in Spagna, nelle Isole Vergini Britanniche, in Romania, in Austria e a Panama.
Secondo una stima presentata in quello stesso anno, il volume del gioco legale gestito dalla 'ndrangheta costituiva da solo il 10% del Pil della città metropolitana di Reggio Calabria. Nel 2018 il procuratore aggiunto di Catanzaro Vincenzo Luberto ha lanciato l'allarme che vi sarebbero capi della 'ndrangheta «che dacché operavano nel traffico di stupefacenti hanno spostato i loro investimenti nel gioco perché più redditizio e meno rischioso».
Dall'operazione Galassia del 2018 emergerebbe l'esistenza di un cartello commerciale cui aderirebbero le famiglie Santapaola-Ercolano e Cappello di Catania, le 'ndrine calabresi Tegano, Caridi, Borghetto, Zindato, Franco, Piromalli, Pesce, Bellocco e il clan Capriati di Bari: il cartello era finalizzato all’illecita gestione di gioco e scommesse online attraverso importanti bookmakers esteri aventi sede legale in Austria e a Malta.
Relazioni con la massoneria deviata, il contrasto di Di Bella, il processo Aemilia e Gotha
Dall'operazione Mammasantissima del Ros dei Carabinieri conclusa il 15 luglio 2016 emergerebbe il verbale del 2014 dell'ex Gran Maestro del Grande Oriente d'Italia Giuliano Di Bernardo (1990 - 1993), ora Gran Maestro della Gran Loggia Regolare d’Italia, il quale riferisce al pubblico ministero Giuseppe Lombardo le confidenze di Ettore Loizzo, ai tempi vice del Gran Maestro che poteva affermare con certezza che in Calabria, su 32 logge, 28 erano controllate dalla 'ndrangheta e che non avrebbe potuto fare nulla perché altrimenti lui e la sua famiglia avrebbero corso seri pericoli.
Il 4 luglio 2017 si conclude l'operazione mandamento ionico che porta all'arresto di 116 presunti affiliati a 26 'ndrine dell'area ionica e i Ficara- Latella e i Serraino della città di Reggio Calabria delineando tutti i loro organigrammi: le indagini hanno permesso anche di descrivere i ruoli e il funzionamento di un tribunale di 'ndrangheta. Gli arrestati sono accusati di estorsione, danneggiamenti e infiltrazione in appalti pubblici.
Dal 2017 il magistrato di Reggio Calabria Roberto Di Bella che lavora al Tribunale per i Minorenni della città inizia ad attivare in prevenzione alla criminalità mafiosa con la procedura giuridica della "decadenza della responsabilità genitoriale" nei confronti di quei minori che vivono in una realtà familiare 'ndranghetista che tratta alla stessa stregua di un maltrattamento fisico la trasmissione dei valori culturali mafiosi. A seguito di indagini della magistratura se si accerta questa decadenza il figlio viene allontanano dalla famiglia e portato fuori dalla Calabria in luoghi secretati. Per attuare questa procedura, applicata già quasi 50 volte (giugno 2018) si avvale anche della collaborazione di associazioni e parrocchie, nonché delle madri dei figli stessi.
A marzo 2018 si conclude il processo Gotha condannando a 20 anni di carcere Giorgio De Stefano, ex consigliere comunale DC come al vertice della 'ndrangheta reggina ed in cui viene spiegato che a capo dei tre mandamenti vi sono ancora oggi i Piromalli per la zona tirrenica, i De Stefano-Tegano per Reggio città, i Nirta Scalzone (la Maggiore) per la Jonica, assetto definito ormai dagli anni settanta del secolo scorso.
Il 31 ottobre 2018 si conclude il processo Aemilia, il più grande processo di 'ndrangheta al Nord Italia, in cui son stati chiesti 1700 anni di carcere nei confronti di 240 imputati, di cui 125 condannati, tra cui il noto giocatore di calcio Vincenzo Iaquinta a 2 anni di carcere e suo padre per associazione mafiosa a 19 anni. Viene confermata l'esistenza della 'ndrina dei Grande Aracri che operava tra Reggio Emilia e il mantovano.
L'operazione Rinascita-Scott
Il 19 dicembre 2019 si conclude l'operazione Rinascita-Scott iniziata nel 2016 che porta all'arresto di 334 persone in particolare nella Provincia di Vibo Valentia tra cui i capi e affiliati di tutte le principali locali di 'ndrangheta vibonese e alleate dei Mancuso, oltre ai Mancuso stessi: la locale di Limbadi di Luigi Mancuso, la locale di Vibo Valentia dei Lo Bianco-Barba, la 'ndrina dei Camillò-Pardea-Ranisi con a capo Andrea Mantella fino al pentimento nel 2016 dei quartieri Cancello Rosso e San Leoluca sempre di Vibo Valentia, la 'ndrina Pugliese-Cassarola con a capo Rosario Pugliese, la locale di Piscopio sempre di Vibo Valentia guidata da Salvatore Giuseppe Galati i cui appartenenti intrattenevano rapporti con i Fiarè, i Razionale e i Gasparro, la locale di Filandari-Ionadi di Giuseppe e Leone Soriano, la locale di Mileto dei Pititto-Prostamoiannello-Mesiano, la locale di San Gregorio d'Ippona dei Fiarè-Razionale-Gasparro con a capo Gregorio Gasparro e Saverio Razionale, la locale di Stefanaconi con a capo Salvatore Patania vicina al locale di Sant'Onofrio che controlla anche le 'ndrine di Pizzo, Filogaso e Maierato, la locale di Zungri degli Accorinti-Barbieri-Bonavena di Giuseppe Antonino Accorinti da cui dipendono anche le 'ndrine di Briatico, Cessaniti e Vibo Marina ed infine a Tropea e Ricadi la 'ndrina diretta da Antonio e Francesco La Rosa. Saverio Razionale, Luigi Mancuso e Giuseppe Antonio Accorinti risultano gli esponenti di apicali del crimine vibonese. 
Tra gli arrestati ci sono anche esponenti politici quali Giancarlo Pittelli (ex di Forza Italia), Gianluca Callipo, sindaco di Pizzo e presidente dell'ANCI in Calabria, legali tra cui colui che difende Giuseppe Zinnà indagato per riciclaggio dopo essere stato trovato al confine svizzero-italiano il 4 dicembre con un assegno da 100 milioni di euro, Filippo Nesci, dirigente dell'urbanistica di Vibo Valentia, Danilo Tripodi impiegato al tribunale di Vibo Valentia, l'imprenditore edile Prestia, il ristoratore Ferrante, ed esponenti della massoneria.

### Anni 2020
I-CAN
Nel gennaio 2020 viene istituito dal ministero dell'interno e dall'interpol il progetto I-CAN: Interpol Cooperation Against 'ndrangheta, una cooperazione internazionale tra polizie con l'obiettivo di catturare i latitanti e aggredire patrimoni illeciti e far conoscere all'estero i metodi di infiltrazione dell'organizzazione. A causa della Pandemia di Covid-19, il progetto è partito a giugno 2020 e ad oggi coinvolge le polizie di: Australia, Canada, Stati Uniti, Argentina, Brasile, Colombia, Uruguay, Francia, Germania e Svizzera.
Processo Rinascita-Scott
Il 13 gennaio 2021 si dà avvio al secondo "Maxiprocesso" più grande della storia d'Italia per numero di imputati e che si terrà in un'aula bunker del tribunale di Lamezia Terme creata ad hoc.
Sotto accusa: la 'ndrangheta del vibonese rappresentata da Luigi Mancuso e i suoi "colletti bianchi, in particolare il politico Giancarlo Pittelli.
Crimine tedesco
Secondo una inchiesta di Frankfurter Allgemeine Zeitung e Mitteldeutscher Rundfunk del 22 febbraio 2021, in Germania esisterebbe sin dal 2007 un Crimine o Camera di controllo, composta da 9 persone che si riunisce periodicamente a Duisburg.  I compiti della camera sarebbero gli stessi delle sue consimili: dirimere divergenze tra le 'ndrine e garantire l'osservanza delle regole.

## Influenza culturale
- Il 23 ottobre del 2004 viene trasmessa una puntata del programma televisivo Blu notte - Misteri italiani intitolata: La storia della 'ndrangheta.

### Fonti e riferimenti
- Calabria Ora del 24 settembre 2007
- Porto franco. Politici, manager e spioni nella repubblica della 'ndrangheta - Francesco Forgione
- La 'Ndrangheta a fine '800 - Le origini, su fionline.it. URL consultato il 29 settembre 2007 (archiviato dall'url originale il 12 gennaio 2008).
- La 'Ndrangheta a fine '800 - Lo stato unitario, su fionline.it. URL consultato il 29 settembre 2007 (archiviato dall'url originale il 12 gennaio 2008).
- La 'Ndrangheta a fine '800 - I picciotti, su fionline.it. URL consultato il 29 settembre 2007 (archiviato dall'url originale il 12 gennaio 2008).